# Ингоулвир Артнарсон
Ингоулвир Артнарсон (исл. Ingólfr Arnarson; око 849—око 910) је био старо-нордијски истраживач који се у историографији сматра првим стално насељеним становником Исланда. Према усменом предању, Ингоулвир је заједно са женом Халвеј Фроудадоутир и побратимом Хјертлејфиром Хроумардсоном напустио данашњу западну Норвешку због неслагања са локалним властима и населио се на острву Исланд, на подручју данашњег Рејкјавика, око 874. године.